# Воскресенский, Александр Васильевич
Алекса́ндр Васи́льевич Воскресе́нский (29 января 1928 года — 5 апреля 2014 года) — советский инженер, организатор промышленного производства аппаратуры для ракетной техники, директор Ижевского электромеханического завода (1964—1988). Герой Социалистического Труда (1971), лауреат Государственной премии СССР (1978).

## Биография
Родился в деревне Пуминово Чухломского уезда Костромской губернии (ныне Чухломского района Костромской области) в семье служащих.
В 1952 году окончил Московское высшее техническое училище имени Н. Э. Баумана, затем был направлен на работу в Удмуртскую АССР. С 1953 года — главный инженер Юкаменской машинно-тракторной станции, потом стал директором Больше-Юндинской машинно-тракторной станции, а затем — Балезинской районной технической станции. В 1955 году вступил в КПСС.
В 1958 году переехал в Ижевск, начал работу на Ижевском мотозаводе, был начальником конструкторского бюро, заместителем начальника цеха, заместителем главного инженера, главным инженером.
В 1964 году занял должность директора Ижевского электромеханического завода (впоследствии — производственного объединения «Ижевский электромеханический завод»).
На тот момент на заводе сложилась тяжёлая ситуация, под угрозой срыва оказались работы по освоению выпуска аппаратуры радиоуправления для нового зенитно-ракетного комплекса «Круг».
Конструкторская документация, поступившая на завод из организации-разработчика, была недоработанной, и в неё постоянно вносились изменения, большое количество деталей и блоков нужно было изготовить заново, а собранные приборные блоки не выдерживали контрольных проверок. План 1-го квартала 1964 года был выполнен менее чем на 50 %. Прежний директор завода был смещён, его место занял Воскресенский.
Новый директор начал наводить порядок на предприятии, основной задачей стало повышений культуры производства. Им была создана лаборатория надёжности, которая должна была на основе тщательного анализа отказов приборных блоков на всех видах испытаний подготовить предложения по улучшению конструкции, технологии и организации производства.
В последующие годы на предприятии началось серийное производство передвижной мастерской для обслуживания станции сопровождения цели и наведения ракет системы «Круг», блоков радиоуправления для противотанкового управляемого снаряда «Дракон» и другие изделия.
Указом Президиума Верховного Совета СССР от 26 апреля 1971 года за успешное выполнение заданий пятилетнего плана и организацию производства новой техники Воскресенскому Александру Васильевичу было присвоено звания Героя Социалистического Труда с вручением ордена Ленина и золотой медали «Серп и Молот».
Памятная табличка на бульваре им. А. В. Воскресенского в Ижевске
При А. В. Воскресенском завод расширялся, были построены и оборудованы новые корпуса на основной площадке, литейный завод и завод «Метеор». Само предприятие фактически стало градообразующим.
Электромеханический завод был преобразован в производственное объединение, а Александр Васильевич был назначен генеральным директором объединения. В 1988 году ушёл на пенсию. В 1996 году был приглашён на должность консультанта генерального директора предприятия.
Скончался 5 апреля 2014 года в Ижевске.
Похоронен 7 апреля на Хохряковском кладбище в Ижевске.

## Награды и звания
- Медаль «Серп и Молот»
- Орден Ленина
- Орден Октябрьской Революции (1977)[2]
- Орден Трудового Красного Знамени
- Орден «Знак Почёта»
- Государственная премия СССР (1978)
- Почетный гражданин Ижевска (2003)[2][3]
- Заслуженный работник промышленности Республики Удмуртия